# ليزا شيندلر
ليزا شيندلر (بالألمانية: Lisa Schindler)‏ هي راكبة الكنو نمساوية، ولدت في 30 يوليو 1929.

## وصلات خارجية
- ليزا شيندلر على موقع أوليمبيديا (الإنجليزية)